# Pristinella longidentata
Pristinella longidentata är en ringmaskart som först beskrevs av Harman 1965.  Pristinella longidentata ingår i släktet Pristinella och familjen glattmaskar. Inga underarter finns listade i Catalogue of Life.